# Gagea taschkentica
Gagea taschkentica är en liljeväxtart som beskrevs av Igor Germanovich Levichev. Gagea taschkentica ingår i Vårlökssläktet och i familjen liljeväxter. Inga underarter finns listade.